# Bay City, Texas
Bay City är en stad i den amerikanska delstaten Texas med en yta av 22 km² och en folkmängd som uppgår till 18 667 invånare (2000). Bay City är administrativ huvudort i Matagorda County.

## Kända personer från Bay City
- Charles Austin, friidrottare, OS-guld 1996
- Joe DeLoach, friidrottare, olympisk guldmedaljör
- Mal Whitfield, friidrottare, OS-guld 1948 och 1952